# Hannover Messe
De Hannover Messe is een van de grootste industriebeurzen. Ze wordt elk voorjaar gehouden in Hannover (Duitsland). Er staan ongeveer 6000 exposanten en er komen ruim 200.000 bezoekers.
De Hannover Messe ging van start in 1947 door een regeling van de Britse militaire regering om de economische vooruitgang in het naoorlogse Duitsland te stimuleren.
In de jaren 80 leidde de groeiende informatica- en telecommunicatie-industrie er toe dat de organisator Deutsche Messe AG de beurs opsplitste. De CeBIT is een succesvolle spin-off van de Hannover Messe.
De beurs richt zich op robotica.
Het beursterrein is gelegen aan de zuidrand van de stad, op de grens met Laatzen. Per auto rijdt men over de Autobahn A7 oostelijk om de stad, eerst richting Hildesheim, en dan op Autobahndreieck Hannover-Süd via de korte A37 naar het beursterrein.
Openbaar vervoerreizigers kunnen de beurs bereiken met de S-Bahn van Hannover, station Hannover Messe/Laatzen. Van dit station kan men via een fly-over in oostelijke richting het terrein van de Messe bereiken.